# José Malhoa
José Vital Branco Malhoa (Caldas da Rainha, 28 de abril de 1855-Figueiró dos Vinhos, 26 de octubre de 1933) fue un pintor y profesor portugués.

## Biografía
José Malhoa nace en Caldas da Rainha el 28 de abril de 1855. Comienza sus estudios de Bellas Artes con solo doce años, destacando por sus facultades y calidad artística.
Realizó numerosas exposiciones en diferentes ciudades tanto portuguesas como en el extranjero. Sus obras se pudieron contemplar con mayor frecuencia en Madrid, París y Río de Janeiro.
Está considerado como un pionero del movimiento artístico del naturalismo en Portugal estando integrado en el grupo artístico de Leão. Su trabajo también gozó de una aproximación al Impresionismo.
Fue el primer presidente que tuvo la Sociedad nacional de Bellas Artes portuguesa y recibió la Gran cruz de la Orden de Santiago.
En Caldas da Rainha se creó un museo con su nombre en 1933, el año de su fallecimiento.

## Algunas obras

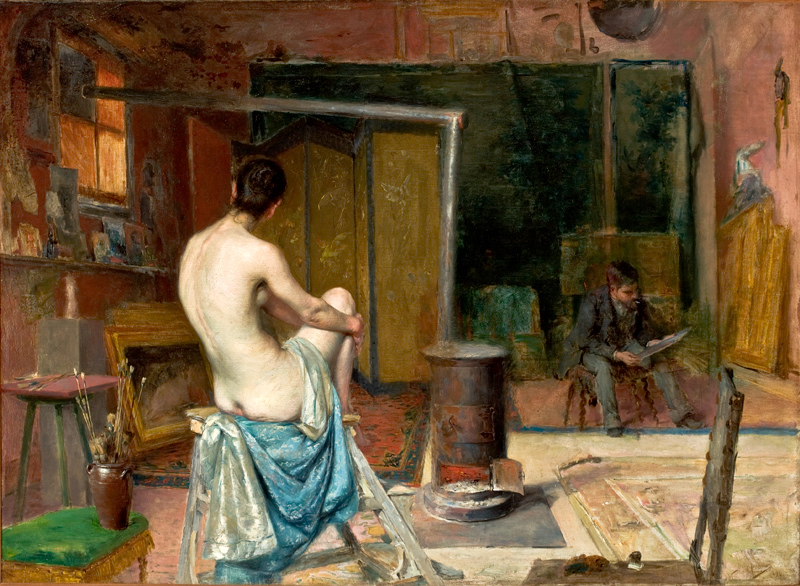
El taller del artista (1893/4) Óleo sobre tela. (93*127) Museo de arte de Sao Paulo.
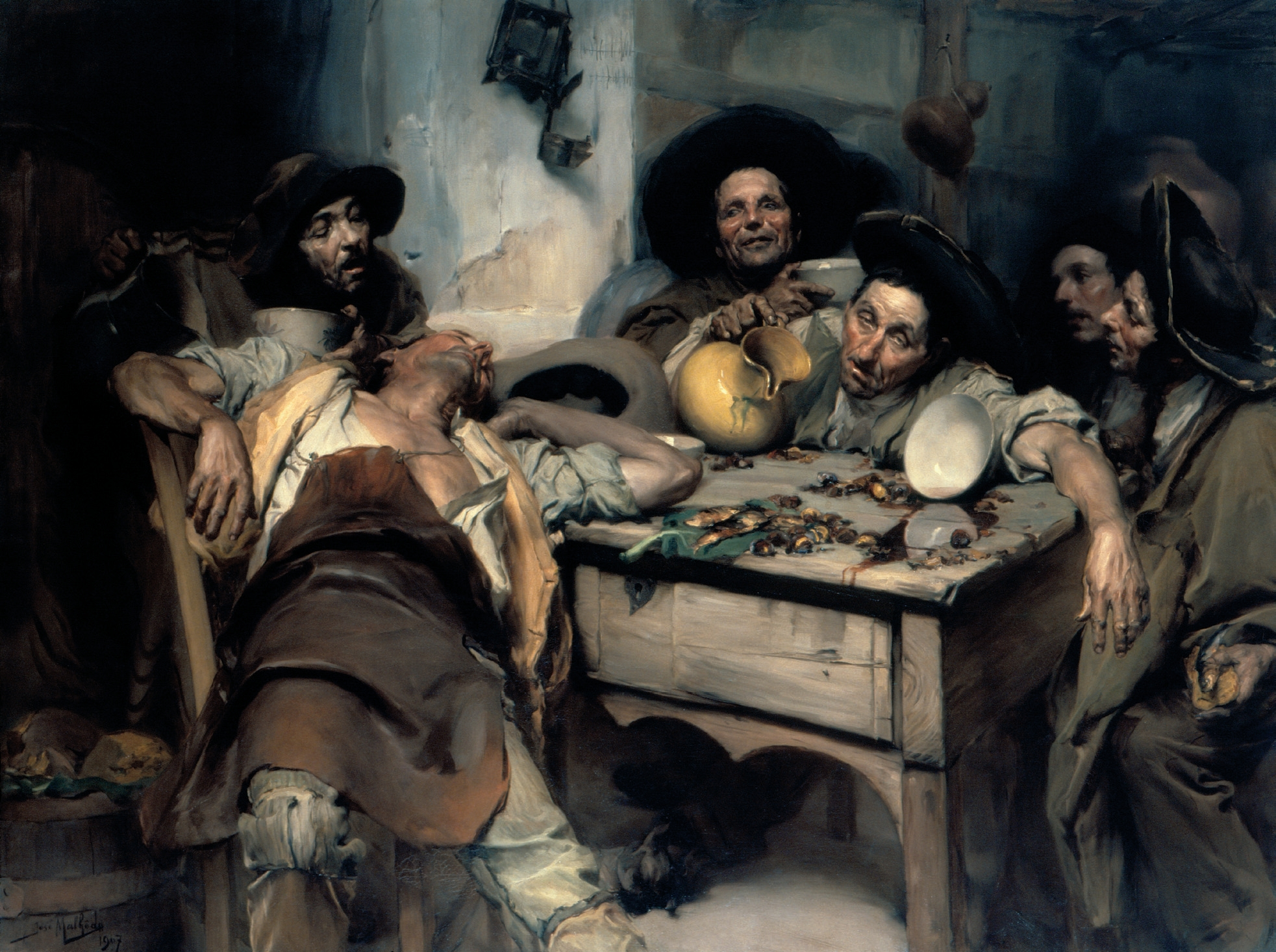
Os Bêbados (1907) Óleo sobre tela. (150*200) Museo de José Malhoa.
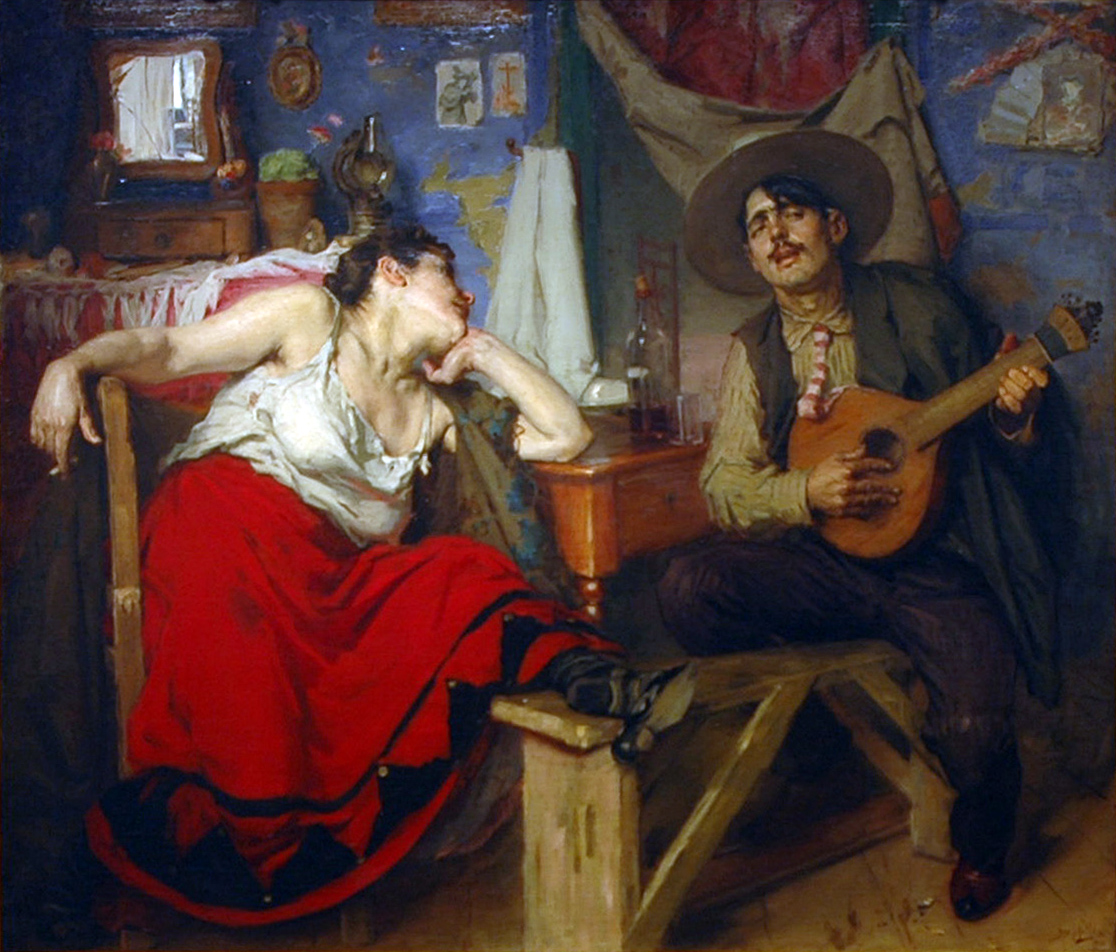
El Fado (1910) Óleo sobre tela. (150*183) Museo de la ciudad de Lisboa.
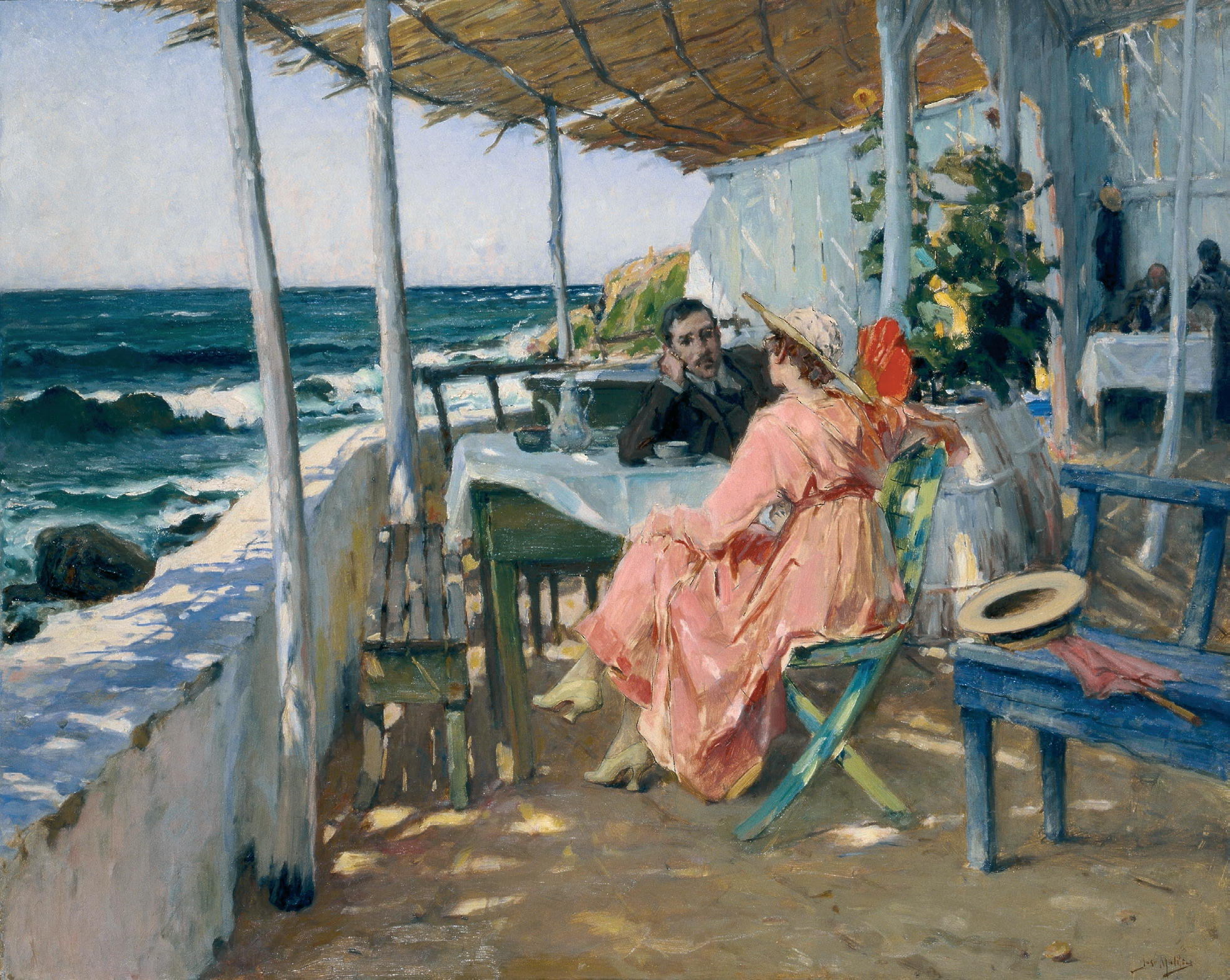
Playa de las Maçãs (1918) Óleo sobre madera. (69*87) Museo de Chiado en Lisboa.
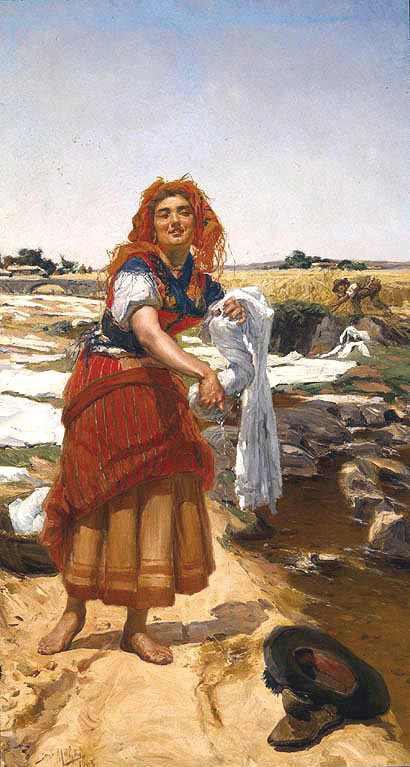
Clara (1918) Óleo sobre tela. (244*134) Museo de Chiado en Lisboa.
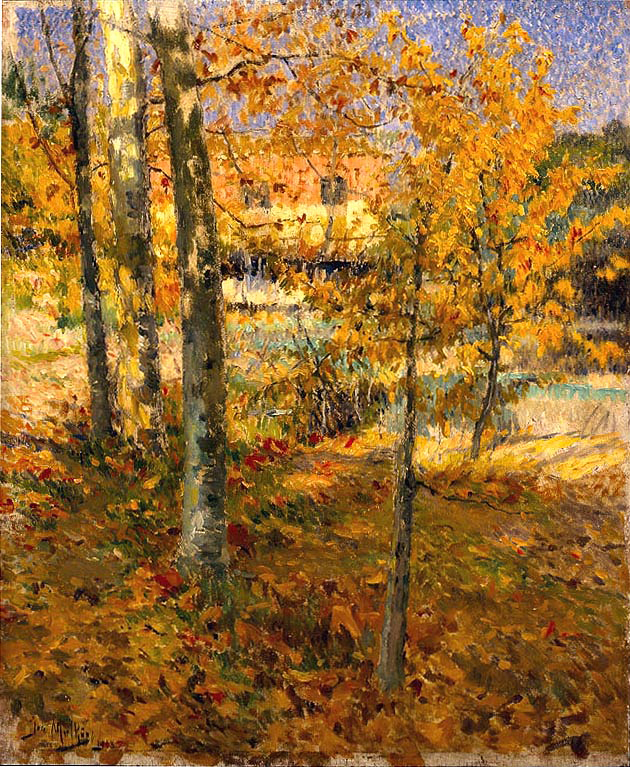
Otoño (1919) Óleo sobre madera. (46*38) Museo de Chiado en Lisboa.
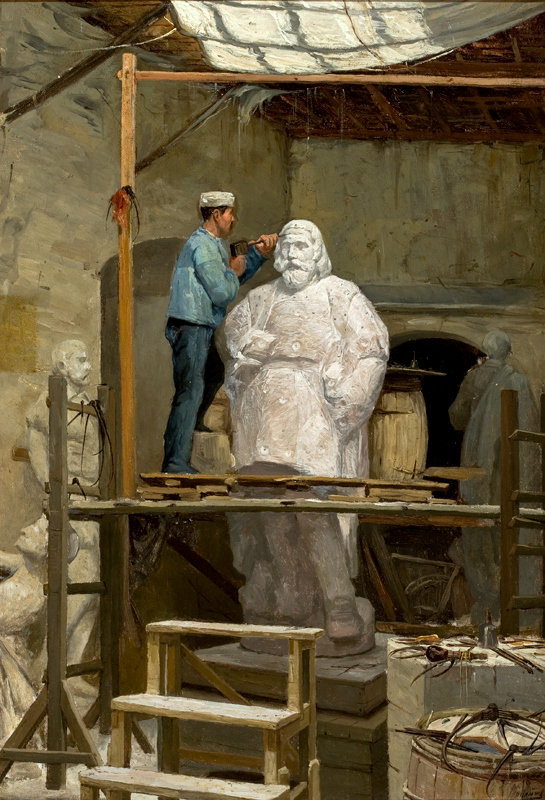
En el taller del escultor Simoes de Almeida (1883) Óleo sobre madera. (65*45) Museo de arte de Sao Paulo.